# Allouville-Bellefosse
Allouville-Bellefosse és un municipi francès, situat al departament del Sena Marítim, dins la regió de Normandia.
Aquesta localitat és famosa pel seu roure del segle ix, considerat l'arbre més vell de França. En el seu tronc, apuntalat i cobert en part per a ésser protegit, hi ha un parell de capelletes.